# Wolfgang Killing

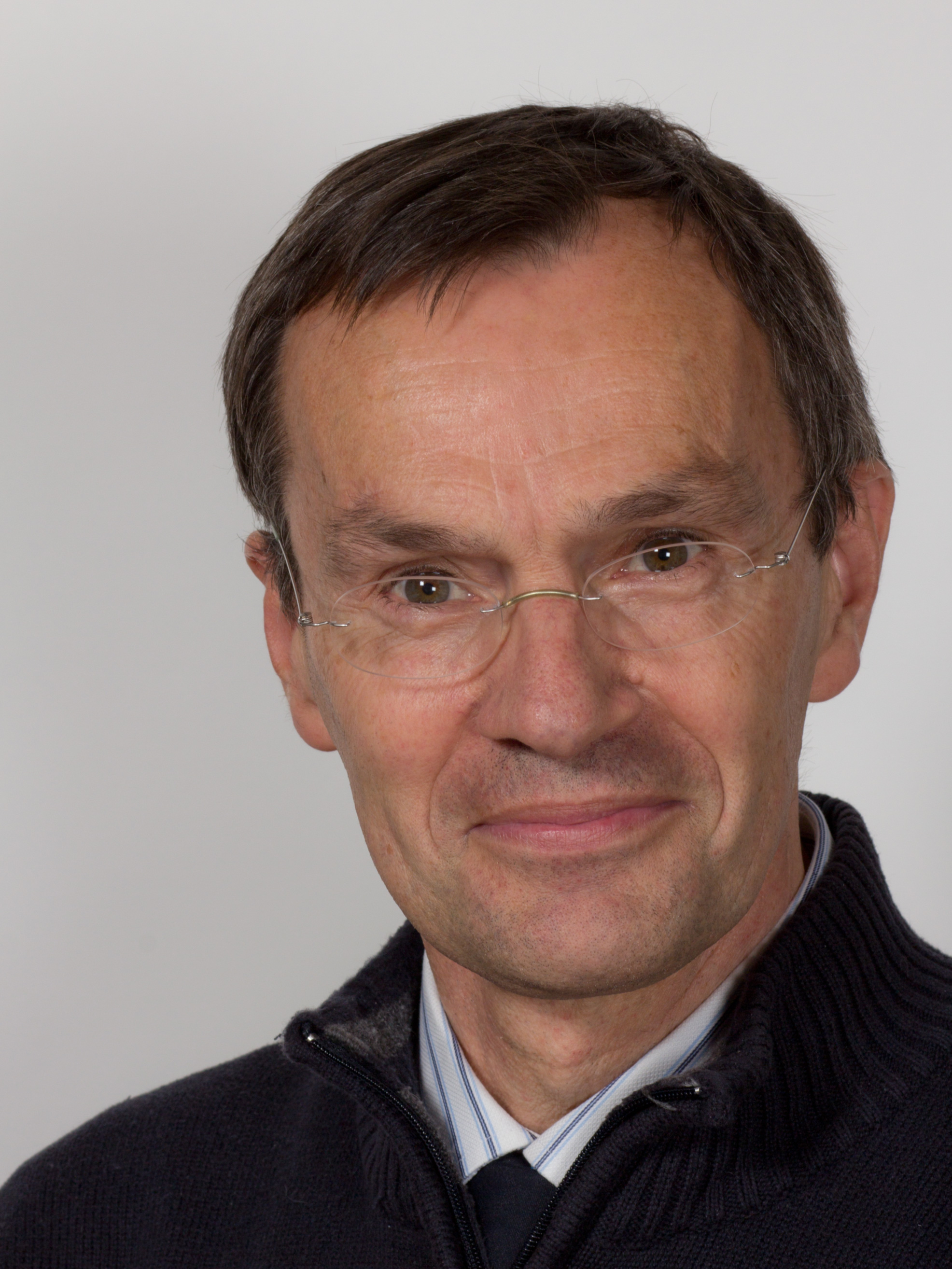
Wolfgang Killing, 2012

Wolfgang Paul August Killing (* 12. Februar 1953 in Radevormwald) ist promovierter Sport- und Sozialwissenschaftler und war in den 1970er Jahren einer der besten Hochspringer der Bundesrepublik Deutschland.

## Leben und Wirken
1976 nahm Wolfgang Killing im Hochsprung an den Olympischen Spielen in Montreal teil.
1978 stellte er mit 2,27 m und 2,28 m bei britischen Hallen-Sportfesten zwei Hallen-Europarekorde im Hochsprung auf. Im gleichen Jahr wurde er Dritter bei den Halleneuropameisterschaften. Bei diesem legendären Wettkampf sprang Wladimir Jaschtschenko aus der UdSSR mit 2,35 m einen sensationellen Weltrekord. Zweiter wurde Rolf Beilschmidt aus der DDR.
Nach seiner aktiven Wettkampfzeit wurde er Bundestrainer des Deutschen Leichtathletik-Verbandes. Im  Oktober 2006 wechselte Killing zur DLV-Trainerschule nach Mainz, deren Leiter er ist. Er veranstaltete einige Jahre lang das Wuppertaler Hallen-Hochsprung-Meeting, zu dem regelmäßig die Weltelite des Hochsprungs (später auch Stabhochsprung) zu Gast war.
Bei seinem Heimatverein Barmer TV 1846 Wuppertal war er auch seit vielen Jahren als Trainer tätig. Einer seiner damaligen Schützlinge, Thomas Kremer, war Bundestrainer (Sprintbereich) und Meeting-Direktor des ISTAF, einem IAAF-Golden-League-Meeting. 2005 wurde Killing zum Vereinsvorsitzenden gewählt. Im März 2015 kündigte er an, bei den anstehenden Neuwahlen nicht erneut für dieses Amt zu kandidieren.

## Bestleistungen
- Halle: 2,28 m (1978)
- Freiluft: 2,23 m (1977)